# Feytiat
Feytiat este o comună în departamentul Haute-Vienne din centrul Franței. În 2009 avea o populație de 5.867 de locuitori.

## Evoluția populației
| An        | 1975  | 1982  | 1990  | 1999  | 2006  | 2009  |
| --------- | ----- | ----- | ----- | ----- | ----- | ----- |
| Populație | 2.941 | 3.591 | 4.430 | 5.299 | 5.622 | 5.867 |